# 雨野さやか
雨野 さやか（あめの さやか）は、日本の漫画家。第11回ビッグガンガンマンガ賞入選。受賞作「星の砂」でデビュー。

## 主な作品

### 連載
- なつやすみの友（月刊ビッグガンガン2017 Vol.08 - 2018Vol.01、スクウェア・エニックス）全1巻
- ナナホシとタチバナ（月刊ビッグガンガン2018 Vol.09 - 2019 Vol.06、スクウェア・エニックス） 全2巻
- 派遣社員あすみの家計簿（原作：青木祐子 マンガワン 2021年5月19日 - 2023年3月15日、小学館）全3巻

### 読み切り
- 星の砂 雨野さやか短編集（スクウェア・エニックス）
  - 星の砂（月刊ビッグガンガン2015 Vol.08[1] - Vol.09[2]掲載）
  - 瞬く間-ハイライト-（月刊ビッグガンガン2016 Vol.01[3] - Vol.02[4]掲載）
  - 立夏の首（月刊ビッグガンガン2016 Vol.11[5]掲載）
- つまさき立ち（月刊ビッグガンガン2017 Vol.11[6]掲載）
- 2本のカサ（月刊ビッグガンガン2017 Vol.12[7]掲載）
- テイスト・オブ・ホーム（第1回マンガワン新・月例賞受賞作[8]、マンガワン掲載）
- 私の名前（月刊ビッグガンガン2020 Vol.04掲載）